# Franciszek Kiryluk
Franciszek Kiryluk (ur. 13 maja 1919 r., zm. 22 października 2007 r.) – polski rolnik, Sprawiedliwy wśród Narodów Świata.

## Życiorys
Kiryluk mieszkał we wsi Przechodzisko w okolicach Międzyrzecza Podlaskiego razem z rodzicami, Józefem i Anną Kiryluk, oraz dwoma braćmi, Janem i Bolesławem. Zajmował się uprawą roli. We wrześniu 1942 r. Kiryluk spotkał w Drelowie szukającego schronienia Chaima Rymarza i zaopiekował się nim. Rodzina Kiryluków ukryła w swoim gospodarstwie Chaima oraz Hindę Rymarz, żydowskie dzieci zbiegłe z międzyrzeckiego getta. Franciszek był odpowiedzialny za przynoszenie im jedzenia. Kryjówką była drewniana komórka oraz strych domu. Dwójka była ukrywana do wyzwolenia regionu przez Armię Czerwoną w lipcu 1944 r.
31 maja 1978 r. Franciszek Kiryluk został uznany przez Jad Waszem za Sprawiedliwego wśród Narodów Świata.